# Aliat Universidades
Aliat Universidades es una red de universidades de la República Mexicana, conformada por 7 instituciones educativas que, juntas, suman más de 50 años de experiencia en educación. La Red se compone por más de 30 campus, presentes en 15 estados con una matrícula de más de 50,000 estudiantes.

## Instituciones
Las siguientes instituciones están incorporadas a Aliat Universidades:
- Universidad de Estudios Avanzados (UNEA)
- Centro de Estudios Superiores de Tapachula (CEST)
- Universidad La Concordia (ULC)
- Escuela Gastronómica Corbusé
- Universidad ETAC
- Universidad Tangamanga (UTAN)
- Universidad Valle del Grijalva (UVG)

## Acreditaciones
Las instituciones que conforman la red Aliat cuentan con acreditaciones de los siguientes organismos:
Universidad ETAC
- Reconocimiento Global de Validez Oficial de Estudios otorgado por la Secretaría de Educación Pública (SEP).
- Acreditación de la Asociación de Responsables de Servicios Escolares y Estudiantiles, A. C. (ARSEE) Campus Coacalco y Chalco)
- Opinión Técnica Favorable del Comité Interinstitucional para la Formación de Recursos Humanos de la Salud (CIFRHS). Para Enfermería. (Campus Coacalco y Campus Chalco).

Universidad de Estudios Avanzados (UNEA)
- Reconocimiento Global de Validez Oficial de Estudios otorgado por la Secretaría de Educación Pública (SEP)
- Opinión Técnica Favorable del Comité Interinstitucional para la Formación de los Recursos Humanos de la Salud (CIFRHS), para Enfermería y Psicología Clínica (UNEA Aguascalientes).

Universidad Valle del Grijalva (UVG)
- Reconocimiento Global de Validez Oficial de Estudios otorgado por la Secretaría de Educación Pública (SEP)
- Acreditación de la Asociación de Responsables de Servicios Escolares y Estudiantiles, A. C. (ARSEE). Campus Coatzacoalcos, Campus Comitán, Campus Pichucalco, Campus Tapachula, Campus Tuxtla.

Universidad Tangamanga (UTAN)
- Secretaria de Educación Pública (SEP).
- Afiliado Candidato al Sistema de Certificación de la Federación de Instituciones Mexicanas Particulares de Educación Superior (FIMPES). Campus San Luis, Campus Huasteca, Campus Industrias, Campus Tequis.

Centro de Estudios Superiores de Tapachula (CEST)
- Reconocimiento Global de Validez Oficial de Estudios otorgado por la Secretaría de Educación Pública (SEP)

- Acreditación de la Asociación de Responsables de Servicios Escolares y Estudiantiles, A. C. (ARSEE) Campus Tapachula.

## Oferta Educativa
Aliat Universidades cuenta con una oferta educativa que incluye:
Bachillerato
- Semestral y cuatrimestral.

Licenciaturas Presenciales, Ejecutivas (para adulto trabajador) y en línea
- Semestral y cuatrimestral.

Actualmente se imparten más de 2 licenciaturas en cualquiera de sus modalidades, en todas las áreas del conocimiento, divididos en los siguientes departamentos:
- Ciencias Económico-Administrativas
- Ciencias Sociales
- Ingenierías
- Tecnologías de la Información
- Comunicación
- Ciencias de la Salud
- Construcción

Posgrados:
Ofrece también estudios de:
- Especialidades
- Maestrías
- Posgrado e idiomas

## Críticas
En 2018, los ingenieros industriales titulados de ETAC en Tulancingo Hidalgo (única ingeniería ofrecida por tal institución) fueron calificados como los menos competentes por los reclutadores.
Los alumnos ingresados en la «licenciatura gastronómica» de la Universidad Aliat en Mérida, Yucatán, durante el año 2012 se vieron defraudados cuando dicha institución incumplió las promesas publicitarias acerca de la calidad docente y las instalaciones. Los estudiantes exigieron el servicio publicitado ante tal eventualidad, así que la institución suspendió el servicio y se negó a reembolsar los pagos ya efectuados por los estudiantes antes mencionados.